# Gloria Guida
Gloria Guida (Merano, 19 november 1955) is een Italiaanse actrice.

## Levensloop en carrière

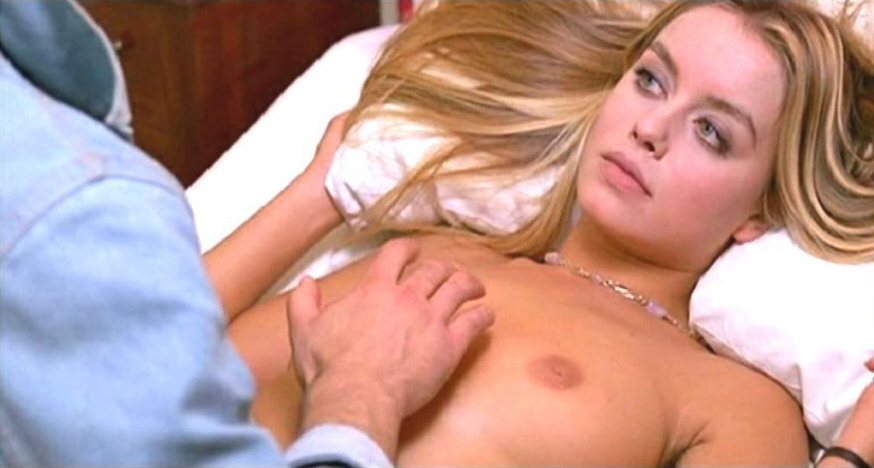
Gloria Guida in 1975

Guida werd geboren in 1955. In 1974 werd ze verkozen tot Miss Teenage Italia. In datzelfde jaar begon ze haar acteercarrière in de film Monika. Ook nog in 1974 speelde ze in La Minorenne. De films waarin ze speelden waren van het erotische genre, in Italië commedia sexy all'italiana genoemd. In 1975 beleefde ze haar doorbraak in de film La Liceale van Michele Massimo Tarantini. Het was het begin van een filmreeks van vijf films, waarin Guida viermaal de hoofdrol zou spelen.
In 1978 speelde ze in The Bermuda Triangle met John Huston en Claudine Auger. In datzelfde jaar volgde nieuw succes in Avere vent'anni naast Lilli Carati. Eind jaren 70 speelde ze vaak met Johnny Dorelli, met wie ze huwde in 1981. Ze hebben samen 1 dochter. 
Na 1982 heeft Guida nog amper rollen gespeeld.

## Filmografie
- La Ragazzina (1974)
- Peccati di Gioventù (1975)
- La Liceale (1975)
- Il Gatto Mammone (1975)
- Quella Età Maliziosa (1975)
- Il Solco di Pesca (1975)
- Blue Jeans (1975)
- Ragazza alla Pari (1976)
- The Bermuda Triangle (1978)
- Avere Vent'anni (1978)
- La Liceale nella Classe dei Ripetenti (1978)
- Indagine su un delitto perfetto (1978)
- Travolto dagli Affetti Familiari (1978)
- Emanuelle and the Erotic Nights (1978) (erotische documentaire)
- L'Infermiera di Notte (1979)
- La Liceale Seduce i Professori (1979)
- La Liceale, il Diavolo e l'Acquasanta (1979)
- Fico d'India (1980)
- Bollenti Spiriti (1981)
- Sesso e Volentieri (1982)
- La Casa Stregata (1982)